# Миколай Зиблікевич
Миколай Зиблікевич (пол. Mikołaj Zyblikiewicz; 28 листопада 1823, Старий Самбір, Львівська область — 16 травня 1887, Краків) — польський політик і юрист українського походження, граф, президент Кракова, голова Галицького сейму.

## Життєпис

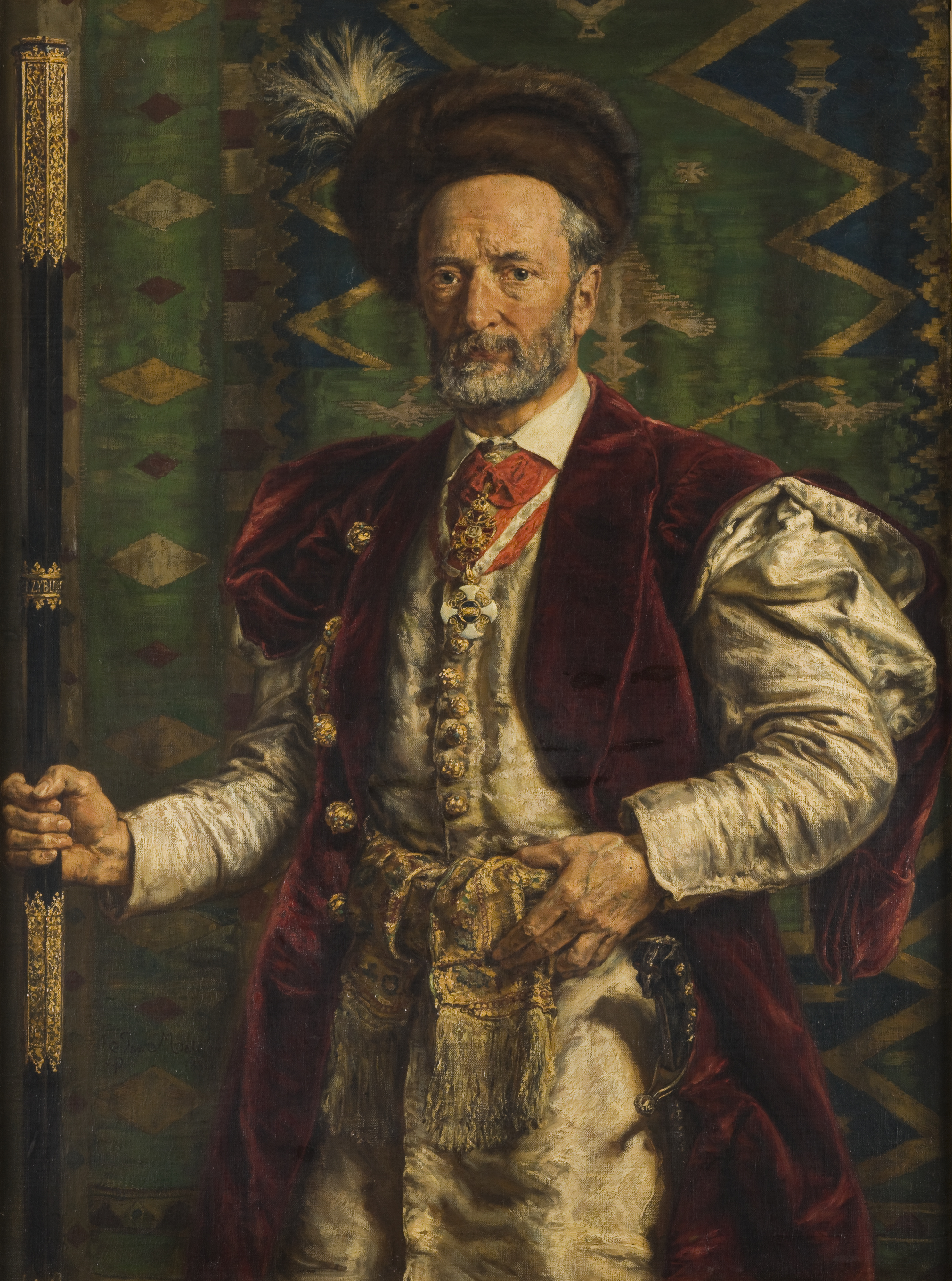
Миколай Зиблікевич — маршалок Галицького Сейму (автор портрету — Ян Матейко)

Народився у Старому Самборі в сім'ї кожум'яки. Родина була греко-католицькою, тому і Миколай (тоді ще Микола) був охрещений за греко-католицьким обрядом.
У 1846 році закінчив філософський факультет Львівського університету.
У 1849 році через доноси разом зі ще трьома вчителями гімназії в Тарнові — Савчинським Зиґмунтом, Анджеєм Оскардом, Броніславом Тарновським — потрапив під поліційний нагляд. У 1849—1851 роках навчався на правничому факультеті Яґелонського університету. 5 жовтня 1851 року отримав докторське звання, у 1855 — здобув статус адвоката.
У 1856 році працював юридичним радником міста Кракова, зокрема, боровся за повернення польської мови у школи та владні установи.
Від 1861 року був послом (депутатом) крайового Галицького Сейму у Львові. У 1866 році обраний членом міської ради Кракова.
У 1874—1881 роках його двічі обирали президентом міста Кракова. Був ініціатором деяких інвестицій, зокрема, побудови Пантеону заслужених поляків (у підземеллях костелу монастиря паулінів на Скалці), реставрації видатної пам'ятки середньовіччя — Сукенниць, створення Національного музею у Кракові, будівництва комплексу споруд для пожежної служби.
1 лютого 1881 року Рада міста Кракова надала йому почесне громадянство міста, а 24 квітня 1884 — за заслуги перед містом — отримав почесну нагороду — коштовну карабелу (вид шаблі).
У 1881—1886 роках був маршалком Галицького Сейму. Цісар Франц-Йозеф І надав йому титул графа.
В листопаді 1886 року повернувся зі Львова до Кракова, де помер від запалення легенів.
Похований на Раковицькому кладовищі Кракова. Поховання відбулося з урахуванням особливостей греко-католицького і римо-католицького обрядів. Надгробок був подарований містом Краковом.

## Вшанування пам'яті
- У 1885 році на його честь названо канал між Дунайцем і Віслою в Домбровському повіті (тепер — Малопольське воєводство).
- В центрі Кракова наприкінці XIX століття встановлено пам'ятник Миколаю Зиблікевичу як одному з найвидатніших президентів міста Кракова.

### Вулиці
- 2 червня 1887 — Рада міста запропонувала магістрату назвати одну з вулиць у центрі Кракова на честь Зиблікевича.
- у дорадянському Львові частина теперішньої вулиці Івана Франка мала назву М. Зиблікевича
- вулиця Зиблікєвічґассе (тепер Лесі Українки, Бучач).

## Родина
Миколай Зиблікевич не мав власної родини. Відомий український громадсько-політичний діяч і співзасновник ОУН Євген Зиблікевич доводився йому внучатим племінником.

## Зиблікевич і Україна
Завжди підкреслював своє «руське» (українське) походження. Але на відміну від багатьох тодішніх діячів-русинів, був затятим супротивником москвофільства.
Перебуваючи на посаді маршалка (голови) Галицького Сейму у Львові, Зиблікевич підтримав створення першого українського театру в місті.

## Сучасність
У сучасній історіографії міста Старий Самбір ім'я Миколая Зиблікевича не користується великою популярністю — його вважають суто польським політиком. У містечку є вулиця Миколая Зиблікевича, але відсутній музей графа або якісь інші згадки про нього.